# Vertambitus cuneatus
Vertambitus cuneatus is een tweekleppigensoort uit de familie van de Verticordiidae. De wetenschappelijke naam van de soort is voor het eerst geldig gepubliceerd in 1952 door Kuroda.